# Valerian Zorin
Valerian Zorin (Novocherkassk, 14 gennaio 1902 – Mosca, 14 gennaio 1986) è stato un diplomatico sovietico ricordato soprattutto per il celebre confronto con l'ambasciatore statunitense Adlai Stevenson, avvenuto il 25 ottobre 1962 alle Nazioni Unite, durante la crisi dei missili di Cuba.

## Biografia
Nacque a Novocherkassk, nell'impero russo. Dopo essersi iscritto al Partito Comunista dell'Unione Sovietica nel 1922, Zorin ricoprì una posizione dirigenziale in un comitato cittadino di Mosca e nel Comitato Centrale del Komsomol fino al 1932. Nel 1935 si laureò all'Istituto Comunista di Educazione (Высший коммунистический институт просвещения). Dal 1935 al 1941 Zorin ebbe numerosi incarichi per conto del partito e come insegnante. Dal 1941 al 1944 lavorò presso il Commissariato del popolo per gli affari esteri. Dal 1945 al 1947 Zorin fu ambasciatore sovietico in Cecoslovacchia. Nel 1948 partecipò all'organizzazione del colpo di stato cecoslovacco.
Dal 1947 al 1955 e nuovamente dal 1956 al 1965 fu viceministro degli affari esteri dell'Unione Sovietica . Allo stesso tempo ricoprì altri incarichi, tra cui quello di rappresentante permanente sovietico presso il Consiglio di sicurezza delle Nazioni Unite dal 1952 al 1953. Dal 1955 al 1956 Zorin fu il primo ambasciatore sovietico nella Repubblica federale di Germania. Dal 1956 al 1965 rappresentò nuovamente l'Unione Sovietica al Consiglio di Sicurezza dell'ONU, cosa che portò al suo famoso confronto con l'ambasciatore statunitense Adlai Stevenson il 25 ottobre 1962, durante la crisi dei missili di Cuba.
Dopo l'assassinio di John F. Kennedy nel 1963, Zorin rilasciò una controversa dichiarazione sulle potenziali cause dell'omicidio del presidente in cui respingeva la convinzione che Kennedy fosse stato ucciso da un fanatico di sinistra, Lee Harvey Oswald, ipotizzando invece che potesse essere stato una conseguenza delle sue idee progressiste riguardo ai diritti civili e al sudamerica. Dal 1965 al 1971, Zorin prestò servizio come ambasciatore sovietico in Francia. Nel 1971 divenne ambasciatore in missione speciale presso il Ministero degli Affari Esteri dell'Unione Sovietica. Al XXII e XXIII Congresso del PCUS nel 1961 e nel 1966, Zorin fu eletto al Comitato Centrale del PCUS.